# Bravi a cadere - I polmoni
Bravi a cadere - I polmoni è un singolo del rapper italiano Marracash, pubblicato il 1º novembre 2019 come primo estratto dal quinto album in studio Persona.

## Classifiche

### Classifiche settimanali
| Classifica (2019) | Posizione massima |
| ----------------- | ----------------- |
| Italia            | 8                 |

### Classifiche di fine anno
| Classifica (2020) | Posizione |
| ----------------- | --------- |
| Italia            | 52        |